# Formica decipiens
Formica decipiens es una especie de hormigas endémicas de la península ibérica (España y Andorra) y Francia continental.